# Postguerra: una historia de Europa desde 1945
Postguerra: una historia de Europa desde 1945 (título original en inglés: Postwar: A History of Europe Since 1945) es un libro escrito por el historiador Tony Judt en 2005.
El libro revisa la historia de Europa desde el final de la Segunda Guerra Mundial (1945) hasta el 2005. El New York Times Book Review lo incluyó entre los diez mejores libros de 2005. En 2006 recibió la medalla de oro de los premios literarios Arthur Ross.